# Franz Verheyen
Franz Verheyen (ur. 20 lutego 1877 we Frankfurcie nad Menem, zm. 24 lutego 1955 tamże) – niemiecki kolarz torowy, srebrny medalista mistrzostw świata.

## Kariera
Największy sukces w karierze Franz Verheyen osiągnął w 1898 roku, kiedy zdobył srebrny medal w sprincie indywidualnym zawodowców podczas mistrzostw świata w Wiedniu. W zawodach tych bezpośrednio wyprzedził go jedynie George Banker ze Stanów Zjednoczonych, a trzecie miejsce zajął Francuz Edmond Jacquelin. Na rozgrywanych dwa lata później mistrzostwach Europy Verheyen zdobył złoty medal w wyścigu na 10 km. Ponadto w 1898 roku zdobył również złoty medal w sprincie zawodowców na torowych mistrzostwach kraju. Nigdy nie wystąpił na igrzyskach olimpijskich.